# Tamara Gwerdziteli

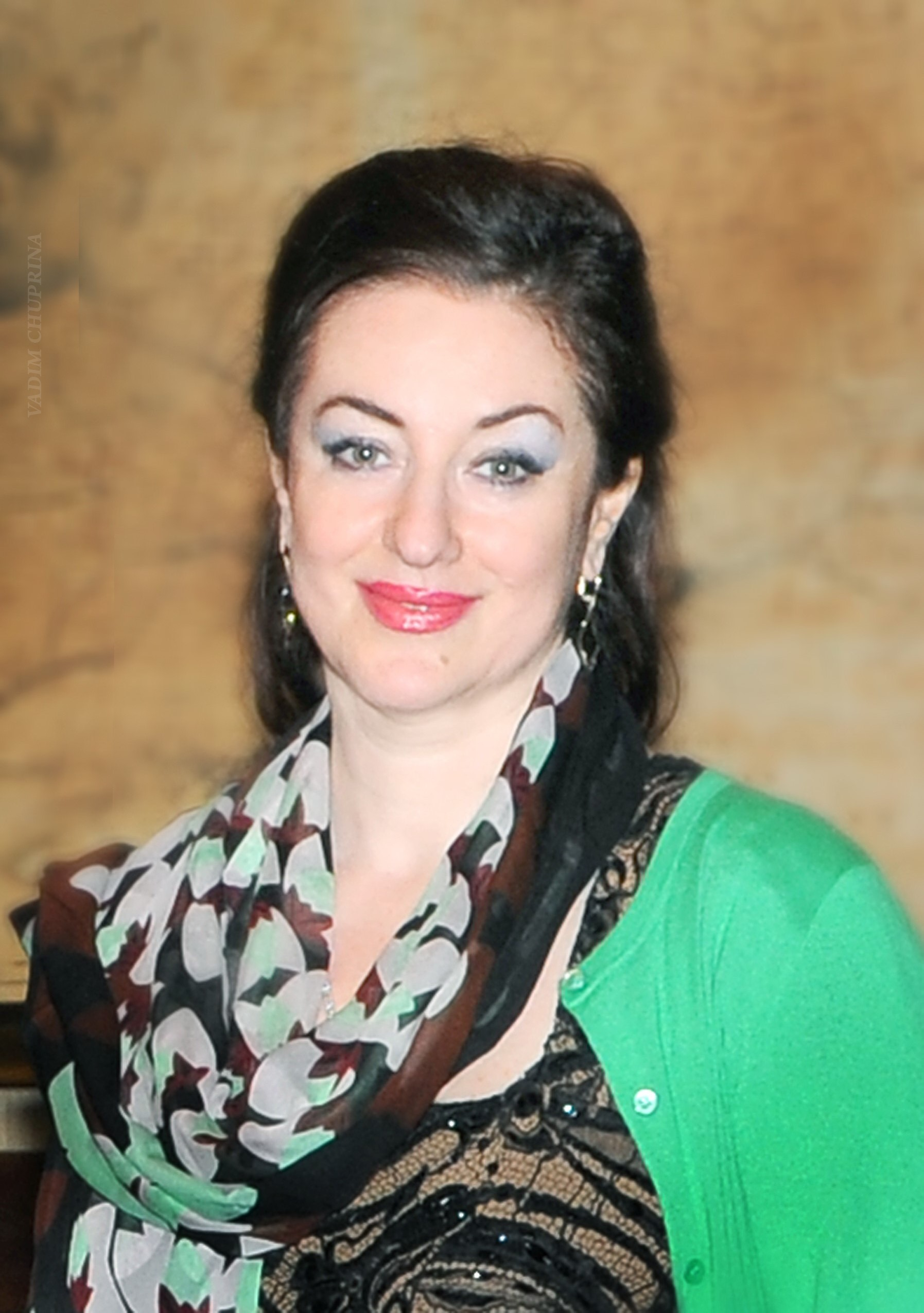
Tamara Gwerdziteli

Tamara Michailowna Gwerdziteli (georgisch თამარ მიხეილის ასული გვერდწითელი; russisch Тамара Михайловна Гвердцители; * 18. Januar 1962 in Tiflis, Georgische SSR) ist eine sowjetische bzw. georgische bzw. russische Kontra-Altistin.

## Leben
Gwerdzitelis Vater Michail Pawlowitsch Gwerdziteli († 2021) aus einer altadligen georgischen Familie war Kybernetiker und Programmierer. Die jüdische Mutter Inna Wolfowna geborene Kofman (1938–2022) aus Odessa, Enkelin eines Odessaer Rabbiners, war nach Beginn des Deutschen Angriffskriegs gegen die Sowjetunion durch Evakuierung nach Tiflis gekommen und Lehrerin für Russische Sprache und Literatur geworden. Sie sorgte für die musikalische Erziehung der Tochter ab dem Alter von 5 Jahren. Es folgte der Besuch der Spezialmusikschule am Konservatorium Tiflis.
Am Anfang der 1970er Jahre wurde Gwerdziteli Solistin des Kinder-Estrada-Ensembles Msiuri (sonnig), mit dem sie in der gesamten Sowjetunion und in 12 anderen Ländern auftrat. Sie war Sängerin, Pianistin und Gitarristin und sang mit dem Ensemble georgische, armenische, russische, ukrainische Volkslieder und zeitgenössische Estrada-Lieder. Mit 16 Jahren spielte sie in dem Theaterstück Mein Freund der Burattino mlt Musik von Alexei Rybnikow den traurigen Pierrot.
Nach dem Schulabschluss 1979 studierte Gwerdziteli am Konservatorium Tiflis mit Abschluss in der Klavier-Klasse und der Komposition-Klasse. Auch absolvierte sie das Spezialkolleg für Gesang. Bereits nach dem 3. Jahrskurs wurde sie Solistin des Estrada-Sinfonieorchesters des georgischen Rundfunks.
Mit 19 Jahren belegte Gwerdziteli auf dem Allunionsfestival in Dnepropetrowsk den 2. Platz und gewann den Internationalen Wettbewerb Rote Nelke in Sotschi. Sie nahm 1982 am Internationalen Schlagerfestival Dresden teil und gewann den 2. Preis. In Bulgarien gewann sie 1988 in Sonnenstrand den Goldenen Orpheus. Als eingeladene Künstlerin trat sie auf den Festivals in Sopot 1989 und Sanremo 1990 auf. Ab 1987 war sie Jurymitglied in verschiedenen Musikfestivals. Die georgischen, russischen, französischen, italienischen, spanischen, englischen, hebräischen, ujkrainischen, armenischen, deutschen und anderen Lieder singt sie in der jeweiligen Sprache.
Ihr französischer Agent machte Gwerdziteli 1991 in Paris mit Michel Legrand und Jean Dréjac bekannt. Sie schloss einen Vertrag mit Legrand und gab ihr erstes Konzert im Pariser Olympia. Sie sang 1995 in der New Yorker Carnegie Hall.
Nach dem Zerfall der Sowjetunion war Gwerdziteli georgische Staatsbürgerin geworden. Am 12. Juli 2000 nahm sie die russische Staatsbürgerschaft an. Sie war 2007–2008 Mitglied des Obersten Rats der russischen Partei Bürgerkraft.
In der Oper Dnipro sang Gwerdziteli 2010 die Carmen neben Giovanni Ribichesu als Don Josè. Im Noskauer Zentralen Akademischen Theater der Russischen Armee spielgte sie im Musical Der Mann von La Mancha zusammen mit Wladimir Seldin als Don Quijote.
Im Öffentlichen Rat des Russischen Jüdischen Kongresses ist Gwerdziteli Mitglied. Im Frühjahr 2022 nach dem Russischen Überfall auf die Ukraine verzichtete sie vorübergehend auf Auftritte in Russland auch im Hinblick auf ihre Mutter in Odessa und ging nach Georgien.
Gwerdziteli war dreimal verheiratet. Ihr Sohn aus 1. Ehe Alexander Kachabrischwili (* 1986) lehrt an der University of the Arts London.

## Diskografie

### Singles (Auswahl)
- 2011: Безвоздушная тревога (mit BI-2)
- 2016: По небу босиком
- 2017: Ориентир любви
- 2019: Давай разлуке запретим (mit Stas Mikhaylov)

## Ehrungen, Preise
- Komsomol-Preis (1984)
- Verdiente Künstlerin der Georgischen SSR (1989)
- Volkskünstlerin der Georgischen SSR (1991)
- Pflanzung eines Baums im Peace Park Israel (1993)
- Georgischer Orden der Ehre (1998)
- Volkskünstlerin der Russischen Föderation (2004)[3]
- Russischer Musik-Nationalpreis Wiktorija (2019, zusammen mit Stas Michailow)